# Liste des ministres sud-africains de la Science et de la Technologie
Les ministres de la Science et de la Technologie de la République d'Afrique du Sud sont chargés de la recherche scientifique. Ils ont notamment la tutelle de plusieurs agences scientifiques tels que la National Research Foundation of South Africa, le Council for Scientific and Industrial Research (recherche et développement), la Technology Innovation Agency (investissements scientifiques) ou encore l'agence spatiale sud-africaine
Ce ministère est issu de l'ancien Ministère de l'éducation, des arts et des sciences (constitué en 1910 et qui connut plusieurs intitulés jusqu'en 1994). Avant d'être autonome, ce département ministériel fut également géré de 1994 à 2004 avec celui des arts et culture.
En mai 2019, le ministère des sciences et des technologies a fusionné avec le ministère de l'Enseignement supérieur pour former le ministère de l'enseignement supérieur, des Sciences et des Technologies. 

## Liste des ministres sud-africains de l'éducation, des arts et des sciences
De 1910 à 1994, les sciences et technologies relevaient du ministère de l'éducation sous ses différentes appellations.

## Liste des ministres des arts et de la culture
De 1994 à 2004, la science et la technologie relevaient du ministère des arts, de la culture, de la science et de la technologie

## Liste des ministres de la Science et de la Technologie
| Ministre                 | Parti | Intitulé                                                                 | Période         | Période         | Gouvernement       |
| ------------------------ | ----- | ------------------------------------------------------------------------ | --------------- | --------------- | ------------------ |
| Mosibudi Mangena         | ANC   | Ministre de la Science et de la Technologie                              | 29 avril 2004   | 10 mai 2009     | Mbeki et Motlanthe |
| Naledi Pandor            | ANC   | Ministre de la Science et de la Technologie                              | 10 mai 2009     | 4 octobre 2012  | Zuma I             |
| Derek Hanekom            | ANC   | Ministre de la Science et de la Technologie                              | 4 octobre 2012  | 25 mai 2014     | Zuma I             |
| Naledi Pandor            | ANC   | Ministre de la Science et de la Technologie                              | 25 mai 2014     | 28 février 2018 | Zuma II            |
| Mmamoloko Kubayi-Ngubane | ANC   | Ministre de la Science et de la Technologie                              | 28 février 2018 | 30 mai 2019     | Ramaphosa I        |
| Blade Nzimande           | SACP  | Ministre de l'Enseignement supérieur, de la Science et de la Technologie | 30 mai 2019     | 30 juin 2024    | Ramaphosa II       |
| Blade Nzimande           | SACP  | Ministre de la Science, de la Technologie et de l'Innovation             | 3 juillet 2024  | en cours        | Ramaphosa III      |